# Cytisus tribracteolatus
Cytisus tribracteolatus är en ärtväxtart som beskrevs av Philip Barker Webb. Cytisus tribracteolatus ingår i släktet kvastginster, och familjen ärtväxter. Inga underarter finns listade i Catalogue of Life.